# الخط (الترارزة)
الخط بلدة موريتانية وإحدى بلديات ولاية الترارزة.